# 김천 칠불사 소장 예수시왕생칠재의찬요
김천 칠불사 소장 예수시왕생칠재의찬요(金泉七佛寺 所藏 預修十王生七齋儀纂要)는 대한민국 경상북도 김천시 부항면, 칠불사에 있는 전적이다. 2016년 4월 28일 경상북도의 문화재자료 제641호로 지정되었다.

## 지정사유
문화재로 지정 신청된 전적은 김천 칠불사에 소장되어 있는 두 종류의 제반문(諸般文)(2冊)과 예수시왕생칠재의찬요(預修十王生七齋儀纂要)(1冊)이다. 이 제반문은 사찰에서 행하는 일상적 의식문(儀式文)들을 묶어서 쉽게 열람하고자 정리한 것으로 의례의 편람이다. 그리고 예수시왕생칠재의찬요는 산자가 자신이 죽은 후의 안녕을 기원하면서 스스로의 마음을 밝히고 보살행을 실천할 것을 서원하는 의식에 관한 책이다.
2종(種)의 제반문은 조선 후기에 간행된 자료이면서 상태 또한 양호하지 못하므로 문화재로 지정하기에는 미흡하며, 예수시왕생칠재의찬요는 임진왜란 이전에 간행된 서적으로서 전래본이 많지 않으므로 문화재자료(文化財資料)로 지정한다.

## 지정 내역
| 일련번호        | 명칭                                  | 재료 | 구조·형식 ·형태 | 규격(cm)  | 수량 | 기타 특징                      |
| --------------- | ------------------------------------- | ---- | --------------- | --------- | ---- | ------------------------------ |
| 文化財 資料 641 | 金泉 七佛寺 所藏 預修十王生七齋儀纂要 | 한지 | 목판본          | 32.3×21cm | 1冊  | 1571년(선조 4) 간행 通度寺開板 |

## 같이 보기
- 김해 원명사 예수시왕생칠재의찬요 - 경상남도 유형문화재 제515호

## 참고 자료
- 김천 칠불사 소장 예수시왕생칠재의찬요 - 국가유산청 국가유산포털